# Cesanese d’Affile
Die Rotweinsorte Cesanese d’Affile ist eine autochthone Sorte der Region Latium in Italien. Sie ist Teil der Familie der Cesanese-Reben. Ihr Anbau ist in den Provinzen Frosinone, Rieti und Viterbo sowie der Metropolitanstadt Rom empfohlen. Ihr Anbau konzentriert sich im Wesentlichen um die Gemeinden Affile, Piglio und Olevano Romano. Im Jahr 1999 wurde eine bestockte Rebfläche von 1.309 Hektar erhoben.

## Verwendung
Die spätreifende Sorte ergibt rubinrote, tanninreiche Rotweine. Sie finden Eingang in den DOCG-Wein Cesanese del Piglio und in die DOC-Weine Cesanese di Affile und Cesanese di Olevano Romano. Cesanese d’Affile ist eine Varietät der Edlen Weinrebe (Vitis vinifera).

## Synonyme
Cesanese ad acino piccolo, Cesanese d’Olevano, Cesanese del Piglio,  Cesanese di Affile.